# Visselbjerg
Navnet Visselbjerg er knyttet til den tidligere hovedgård i Alslev Sogn vest for Varde. 
I dag er der kun den fredede voldgrav rundt om haven tilbage af tidligere tiders store gårdanlæg.
Hovedgården blev afviklet omkring 1771 bl.a. ved oprettelse af en ny lille landsby på 6 ens gårde 1,5 km nordøst for Visselbjerg, og bebyggelsen blev opkaldt efter ejerens hustru Vibeke, og i dag er navnet blevet til Vibæk. 
Omkring samme tid blev Alslev Vandmølle frasolgt, medens det øvrige fæstegods blev frasolgt ved førnævnte Vibekes død.
Familien Munk erhvervede i 1567 gården fra kronen, og ejerforholdet varede i ca. 60 år, hvorefter den ene søn (Hans Munk) blev henrettet for utugtigt levned, og den anden søn (Frederik Munk) måtte opgive gården på grund af spekulative gårdinvesteringer.
Det samlede område ved Visselbjerg og Vibæk er udpeget som særligt kulturmiljø ved Vadehavet og Varde Ådal.

## Historie
Visselbjærg (1484: Wesselberg, 1492: Wesselbierg) har været en Hovedgård, der nævnes 1484 og vistnok allerede dengang ejedes af Ribe Bispestol. Af bispl. Lensmænd nævnes 1492 Mikkel Eskilsen af V., Væbner Henrik Stampe 1508 og Niels Lange, † 1565, der havde den i Forlening, da den efter Reformationen tilfaldt Kronen, og beholdt Forleningen; derefter forlenedes den til Jørgen Munk til Krogsgård. († 1577), som købte den 1567. Derefter ejedes den af Enken Dorthe Galt og Sønnen Hans Munk, henrettet 1616, Anders Friis til Vrejlev Kloster, Kai Ahlefeldt, der 1627 oplod den til Sønnen Adolph Jørgen Ahlefeldt, Enken Fru Margr. Ahlefeldt 1638 og 1651, som 1663 overdrog den til Svigersønnen Hofmester Fr. Lützow, † 1680, hvis Arvinger
1696-98 solgte den til Regimentskriver Anders Hansen Rask, og han skødede den
(58, i alt 352 Td. Hartkorn) 1706 til Kmjkr., Major Dan. Rantzau til Florupgård, † 1726,
hvorpå den 1727 købtes af Konferensrd. Ditl. Brockdorff. Hans Sønner solgte
den 1732 til Henrik Brockdorff, † 1745, hvis Børn, Ritmester Chr. Ehrenreich B.
og Charl. Augusta, ejede den til 1757, da de skødede den til Oberst [[Joach.
Brockdorff]], og han solgte den (58, i alt 288 Td. H.) 1758 for 18,100 Rd. og 20
Speciesdukater til Sebastian Wøldike, † 1774, som 1770 udstykkede Godset; efter Enkens
Død 1783 blev den (12, i alt 40 Td. H.) købt for 7103 Rd. af Mads Helvad, som
ved Auktion 1790 solgte den (8, i alt 52 Td. H.) for 8660 Rd. til Søren Lund. Han
solgte den 1809 til Degnen Ole Frank Jessen for 10,000 Rd. Cur.; hans Enke
ægtede Matth. Thomsen, som 1850 solgte den til J. A. Willadsen; derpå ejedes den af
A. H. Løgstrup, hvis Enke 1898 solgte den til Niels Jensen. Af den gamle
Hovedbygning, der har bestaaet af 4 Fløje, og som har været omgiven af Grave,
ligesom der har været Grave mellem Borge- og Ladegård, står nu kun den tidligere
Portbygning, 1 Stokværk af Grundmur. Hovedfløjen skal være nedbrudt af Jessen. 

## Ejerliste
Denne liste er ufuldstændig; hjælp gerne med at udfylde den.
- Hans og Frederik Munk
- Ditlev Brockdorff

## Literatur
- J.P. Trap: Kongeriget Danmark; 3. Udgave 5. Bind : Aarhus, Vejle, Ringkjøbing, Ribe og Færø Amter samt Supplement og Stedregister; København 1904

|  | Denne artikel om en bygning eller et bygningsværk kan blive bedre, hvis der indsættes et (bedre) billede. Du kan hjælpe ved at afsøge Wikimedia Commons for et passende billede eller lægge et op på Wikimedia Commons med en af de tilladte licenser og indsætte det i artiklen. |

55°35′33.32″N 8°23′04.31″Ø / 55.5925889°N 8.3845306°Ø